# 王広華
王 広華（おう こうか、1963年1月 - ）は、中華人民共和国の官僚、政治家。現職は中華人民共和国自然資源部部長。中国共産党第20回中央委員会委員。

## 経歴
1963年1月、河南省滎陽県で生まれる。1979年、北京大学地理学系に入学した。1983年を卒業。
大学卒業後、中華人民共和国農牧漁業部の土地管理局に勤務する。1986年8月に国家土地管理局へ移り土地利用規画司幹部に着任。1987年12月に中国共産党入党。
2008年12月、国家土地督察武漢局局長に転任。
2014年9月、中央に移り、中華人民共和国自然資源部（現在の中華人民共和国自然資源部）の地籍管理司司長に就任。2015年7月、副部長を兼務。2022年6月、部長兼党組書記に昇格。